# Downtown (Neil Young)
Downtown is een lied dat werd geschreven door Neil Young. Hij bracht het in 1995 uit op een vinyl-, cassette- en cd-single. Afhankelijk van de versie werd Big green country en/of een bewerkte versie van Downtown meegeleverd. Daarnaast verscheen het in hetzelfde jaar op zijn album Mirror ball.
Het nummer werd genomineerd in de categorie beste rocksong van de Grammy Awards. In de hitlijst van dit genre van het Amerikaanse muziekmagazine Billboard kwam het dat jaar echter niet verder dan nummer 6. In de Canadese algemene RPM-hitlijst bereikte de single nummer 13.
Dit nummer en de rest van het album nam hij op met een rockband die in die jaren zijn hoogtij kende, namelijk Pearl Jam. Het rocknummer had echter ook in het genre gepast van Crazy Horse, de band die hem geregeld begeleid heeft tijdens zijn solocarrière.
De tekst gaat gaat over zijn bezoek aan het centrum van een plaats (downtown) waar hij zijn tijd in het maanlicht doorbrengt met een mooie dame.